# Oscar Hoppe
Oscar Hoppe (Opava, 11 giugno 1886 – Opava, 19 gennaio 1936) è stato un pattinatore artistico su ghiaccio cecoslovacco. Insieme a Else Hoppe è diventato il primo pattinatore cecoslovacco a vincere una medaglia al Campionato del mondo.

## Risultati
Con  Else Hoppe
| Evento              | 1925 | 1926 | 1927 | 1928 | 1929 | 1930 | 1931 |
| ------------------- | ---- | ---- | ---- | ---- | ---- | ---- | ---- |
| Campionati mondiali | 5°   | 7°   | 3°   |      | 6°   |      | 6°   |
| Campionati europei  |      |      |      |      |      | 7°   |      |